# Taniguchi Ryoya
Ryoya Taniguchi (sinh ngày 31 tháng 8 năm 1999) là một cầu thủ bóng đá người Nhật Bản.

## Sự nghiệp câu lạc bộ
Ryoya Taniguchi đã từng chơi cho Zweigen Kanazawa.